# Tephrocybe
Tephrocybe chi của khoảng 40 loài nấm phân phối rộng rãi trong khu vực ôn đới. Chi này được định nghĩa bởi nhà nghiên cứu nấm Marinus Anton Donk năm 1962.

## Loài
- Tephrocybe ambusta
- Tephrocybe anthracophila
- Tephrocybe atrata
- Tephrocybe baeosperma
- Tephrocybe boudieri
- Tephrocybe cessans
- Tephrocybe confusa
- Tephrocybe ellisii
- Tephrocybe ferruginella
- Tephrocybe fuscipes
- Tephrocybe fusispora
- Tephrocybe impexa
- Tephrocybe inolens
- Tephrocybe langei
- Tephrocybe mephitica
- Tephrocybe murina
- Tephrocybe osmophora
- Tephrocybe palustris
- Tephrocybe platypus
- Tephrocybe putida
- Tephrocybe rancida
- Tephrocybe striipilea
- Tephrocybe tylicolor